# 旺角道

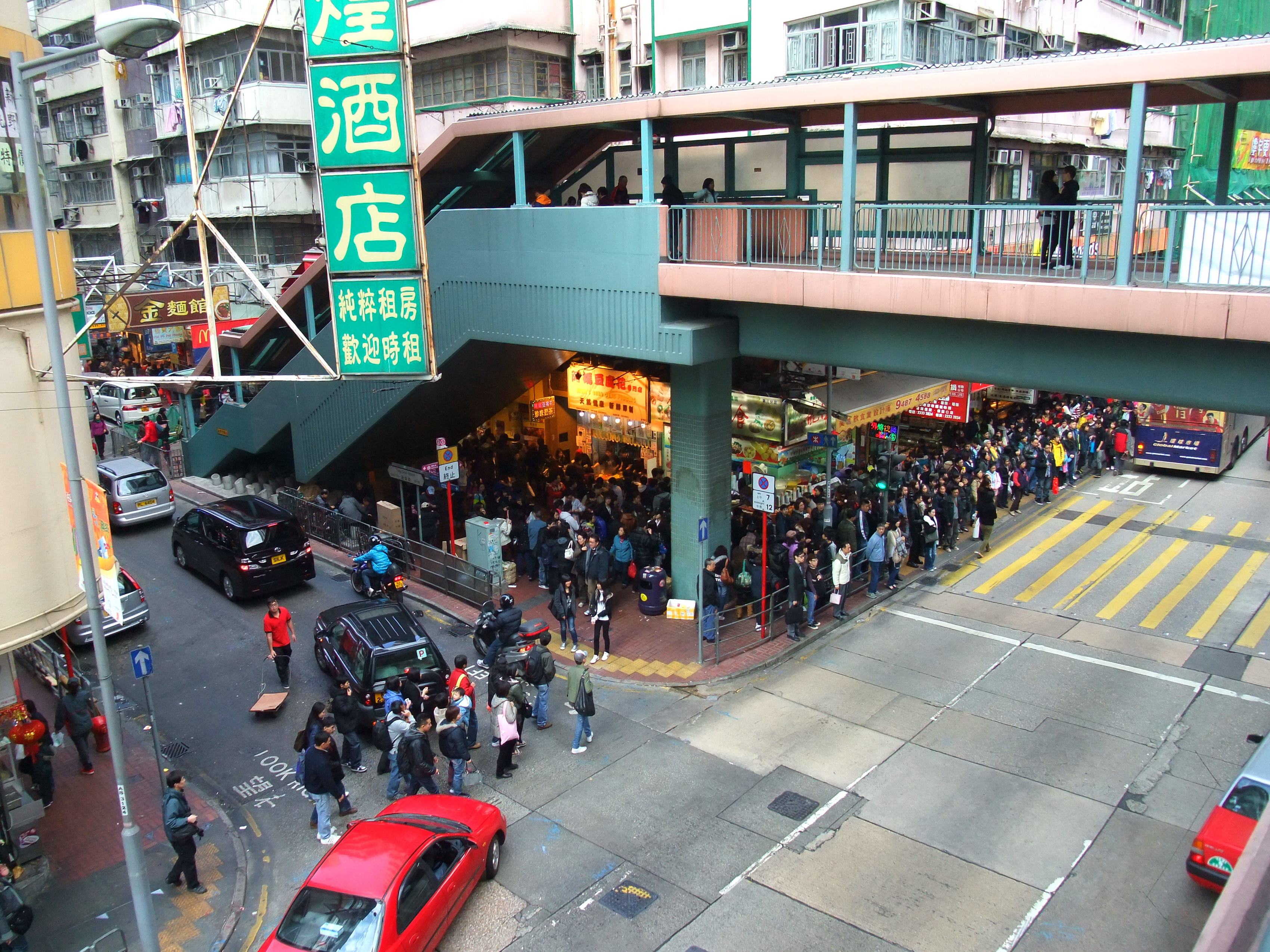
從旺角新行人天橋網絡望向旺角道（右）與通菜街（左）交界

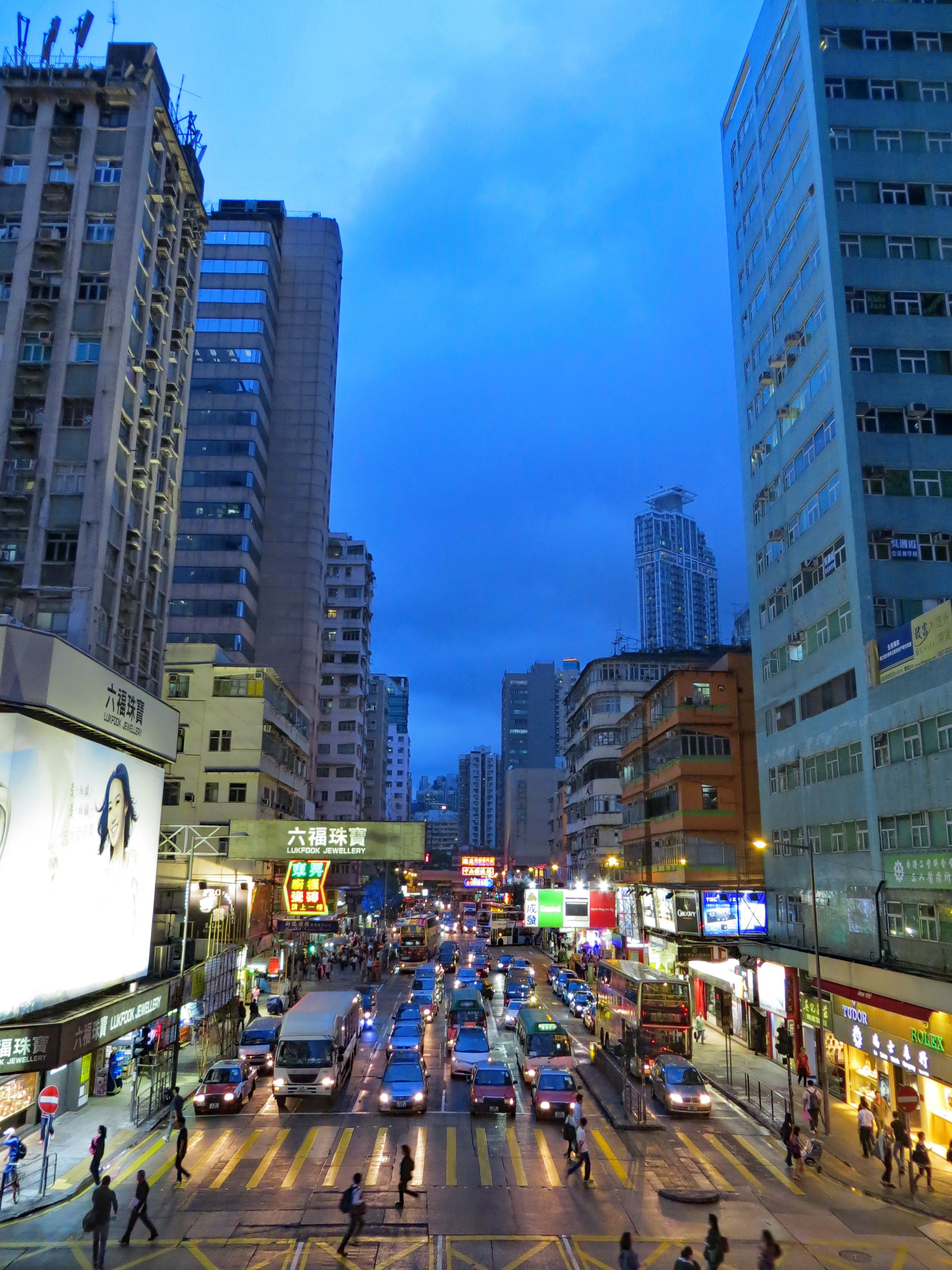
從旺角行人天橋系統望向彌敦道以西的旺角道

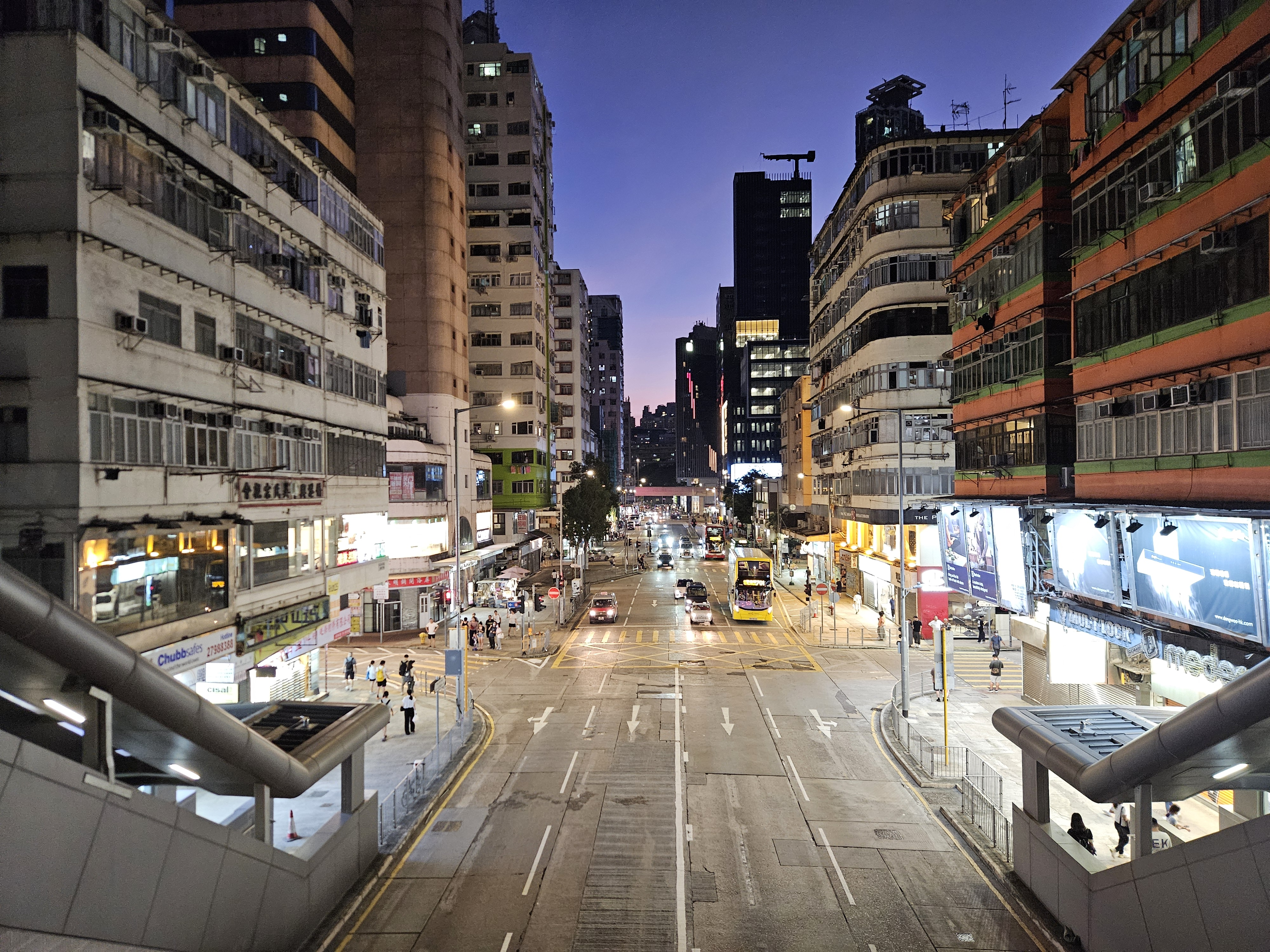
彌敦道以西的旺角道（2025年）

旺角道（英語：Mong Kok Road）是香港九龍油尖旺區旺角的主要道路，呈東西走向。西面由大角咀晏架街、福全街及塘尾道交匯的路口開始，穿過長旺道、廣東道、新填地街、上海街、康樂街（前雀仔街）、砵蘭街、彌敦道、西洋菜南街、通菜街（女人街）和花園街，東面終點與洗衣街交匯。彌敦道以西路段只准向東單程行駛；而彌敦道以東路段因為人多擠逼，出現人車爭路、甚至有車輛在與彌敦道交界的路口上的黃格停留的情況，因此香港政府沿旺角道興建了行人天橋連接新世紀廣場以疏導地面的人潮。每星期有不同的社會組織在路上進行各種活動。

## 歷史
旺角古稱「芒角」，因為古時此處芒草叢生，而地形像一隻牛角伸入海，故稱為芒角咀，而附近的村落便得名芒角村。旺角曾經發掘出大量東漢、晉朝和唐朝陶器和製陶工具，顯示早於東漢時期，旺角一帶已有人居住。今日繁忙的彌敦道原屬海岸邊，前人就地取材燒貝殼造灰窰。
芒角村位於今日的弼街與洗衣街一帶附近，村民以種菜、種花、養豬和養雞維生。1860年起，芒角隨著九龍半島割讓給英國，当时蜑民水上人呼「芒」為「望」，因此英國人把芒角叫作「Mong Kok」。1909年香港政府開始在旺角海邊附近填海及興建避風塘，該處開始出現碼頭和道路。而原有積水菜田因為免滋生蚊蟲而被填平，開始發展出洗衣及染布等輕工業。至1918年，人口增至5,000。1930年代芒角正式改稱為旺角，取其興旺之意。不過旺角的英文譯名Mong Kok沒有改變，至今仍有水上人叫旺角為望角。當時的旺角是個工業區，製煙廠、棉織廠及五金廠林立。1932年因為地租便宜，八珍甜醋在旺角開辦。
直到興建九廣鐵路時，仍舊視旺角為油麻地區的一部份，並將此处的火車站稱為油麻地站。至1970年代才正式改名為旺角站。

## 事件
2009年6月12日，616S小巴剷上行人路，行人2死8傷。

## 主要建築物
- 旺角道壹號商業中心
- 豪華戲院
- 前工業貿易署大樓
- 彌敦道700號/TOP.This is Our Place
- 花園街街市
- 花園街市政大廈
- 食物環境衞生署九龍倉庫
- 旺角行人天橋系統

## 交匯道路
- 福全街
- 晏架街
- 塘尾道
- 長旺道
- 廣東道
- 新填地街
- 上海街
- 康樂街
- 砵蘭街
- 彌敦道
- 西洋菜南街
- 通菜街
- 花園街
- 洗衣街

## 巴士路線
旺角道有多條巴士路線停站：